# Beresie Małe
Beresie Małe [pronunciación en polaco: /bɛˈrɛɕɛ ˈmawɛ/] es un pueblo ubicado en el distrito administrativo de Gmina Kiełczygłów, dentro del condado de Pajęczno, Voivodato de Łódź, en el centro de Polonia. Se encuentra a unos 3 kilómetros al noroeste de Kiełczygłów, a 12 kilómetros al norte de Pajęczno, y a 70 kilómetros al suroeste de la capital regional Łódź .